# Krumowo (obwód Jamboł)
Krumowo (bułg. Крумово) – wieś w południowo-wschodniej Bułgarii, w obwodzie Jamboł, w gminie Tundża. Według danych Narodowego Instytutu Statystycznego, 31 grudnia 2011 roku wieś liczyła 574 mieszkańców.

## Przemysł
Na skraju wsi znajduje się kopalnia rudy żelaza.

## Urodzeni w Krumowie
- Denka Iliewa – pisarka